# Sociedade Esportiva e Recreativa São José
La Sociedade Esportiva e Recreativa São José, noto anche semplicemente come São José, è una società calcistica brasiliana con sede nella città di Macapá, capitale dello stato dell'Amapá.

## Storia
Il club è stato fondato il 26 agosto 1946. Il São José ha vinto il Campionato Amapaense nel 1970, nel 1971, nel 1993, nel 2005, nel 2006, e nel 2009. Il São José ha partecipato al Campeonato Brasileiro Série C nel 2005, dove è stato eliminato alla prima fase.

## Palmarès

### Competizioni statali
- Campionato Amapaense: 6

1970, 1971, 1993, 2005, 2006, 2009